# 李漢傑
李漢傑（？—1911年12月2日），字振黃，河南汤阴人，辛亥革命烈士。
家庭貧窮，幼時父親去世，寄養在福建的外祖父曾氏家中。十八歲和福建同鄉朱某進入上海某學堂。朱家較富有，李漢傑常受到其資助。第二年，朱某返回福建，李漢傑改入某教會學堂，開始信基督教。1910年秋天為了傳教，從上海趕赴天津，与覃秉清相遇。當時正值天津各學堂罷課之際，二人談到國事每況愈下，都痛哭流涕，深信非革命不足以救中國，於是覃秉清介绍李漢傑加入共和会。
1911年11月29日，李漢傑參與辛亥革命北京之役，在端方私宅前被軍警逮捕，審訊時堅決不跪。三天后被凌迟处死，享年三十三歲。